# Bergeval
Bergeval est un hameau de la commune belge de Trois-Ponts située en Wallonie dans la province de Liège.
Avant la fusion des communes de 1977, Bergeval faisait déjà partie de la commune de Trois-Ponts. Avant 1970, le hameau faisait partie de la commune de Fosse

## Étymologie
Bergeval parfois appelé Bergival signifie Vallée des Bergers.

## Situation
Cette localité se trouve en Ardenne dans la vallée et sur chaque rive du petit ruisseau de la Venne, un affluent de la Salm à une altitude variant entre 400 mètres et 425 mètres. Elle se situe à 3 kilomètres au sud du centre de Trois-Ponts et avoisine le hameau de Saint-Jacques implanté sur une hauteur plus à l'ouest.

## Description
Hameau de caractère assez bien préservé, Bergeval se compose de nombreuses fermes et fermettes souvent bâties en moellons de grès dont certaines datent du XVIIIe siècle.

## Activités et loisirs
Le hameau compte plusieurs gîtes ruraux.
À proximité de Bergeval, se trouvent les résidences de tourisme des Gottales.